# Krupa na Vrbasu
Pour les articles homonymes, voir Krupa.
Krupa na Vrbasu (en serbe cyrillique : Крупа на Врбасу) est un village de Bosnie-Herzégovine. Il est situé sur le territoire de la ville de Banja Luka et dans la république serbe de Bosnie. Selon les premiers résultats du recensement bosnien de 2013, il compte 1 257 habitants.

## Géographie

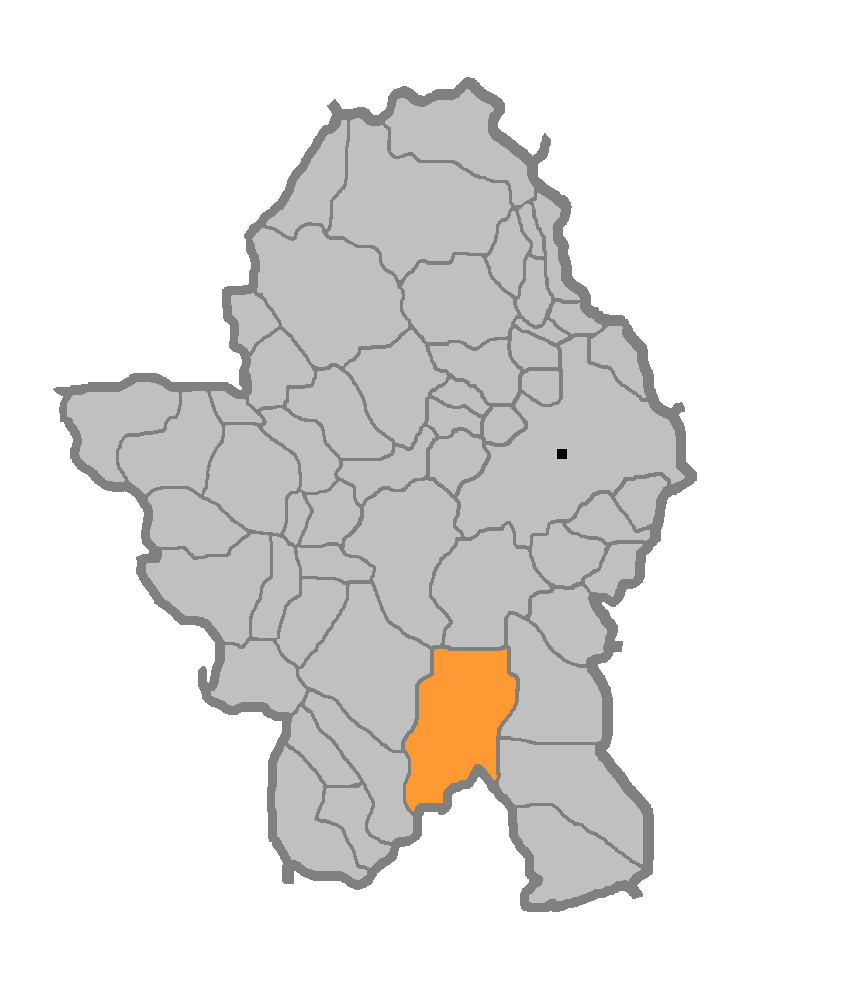
Localisation de la communauté locale de Krupa na Vrbasu dans la ville de Banja Luka

Le village est situé au bord de la rivière Vrbas, un affluent droit de la Save ; une petite rivière, appelée Krupa, traverse également le village et se jette dans le Vrbas.

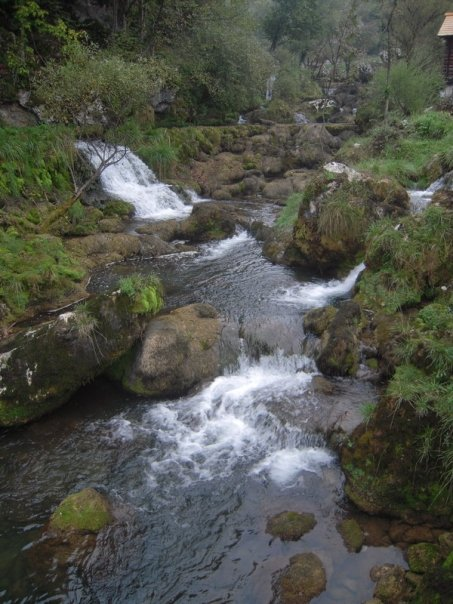
Les cascades de la rivière Krupa
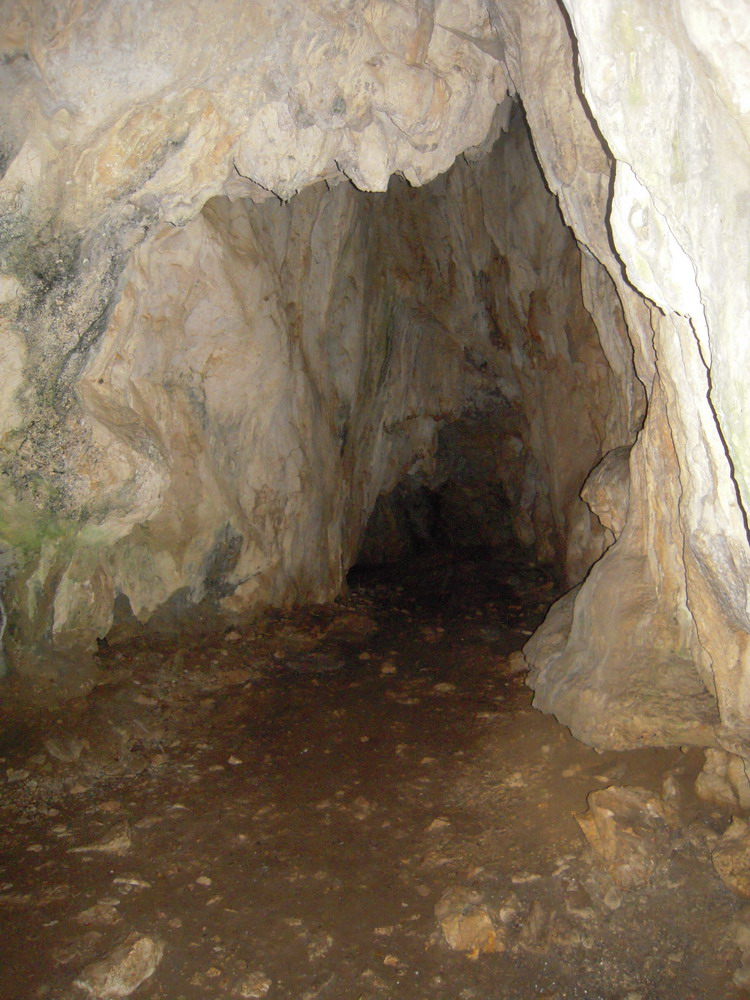
La grotte de Strikina

## Histoire

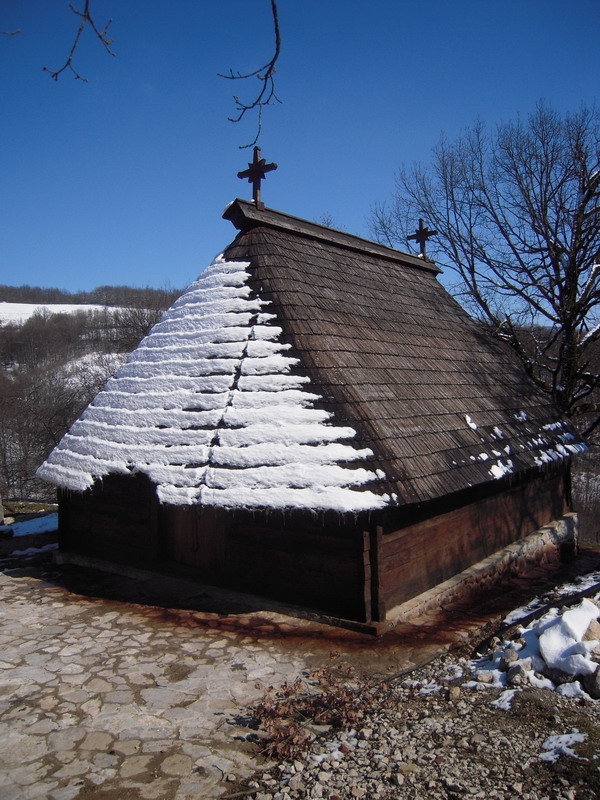
L'église en bois Saint-Nicolas

Sur le territoire du village se trouvent les ruines de la forteresse de Greben, mentionnée pour la première fois en 1192 ; ces ruines sont inscrites sur la liste provisoire des monuments nationaux de Bosnie-Herzégovine. Le monastère de Krupa na Vrbasu, qui remonte au XIIIe ou au XIVe siècle, est inscrit sur la même liste.
L'église en bois Saint-Nicolas de Krupa na Vrbasu, construite aux XVIIIe et XIXe siècles, est, quant à elle, inscrite sur la liste principale des monuments nationaux.
Le village abrite également un cimetière mémorial des Partisans de Tito morts pendant la Seconde Guerre mondiale.

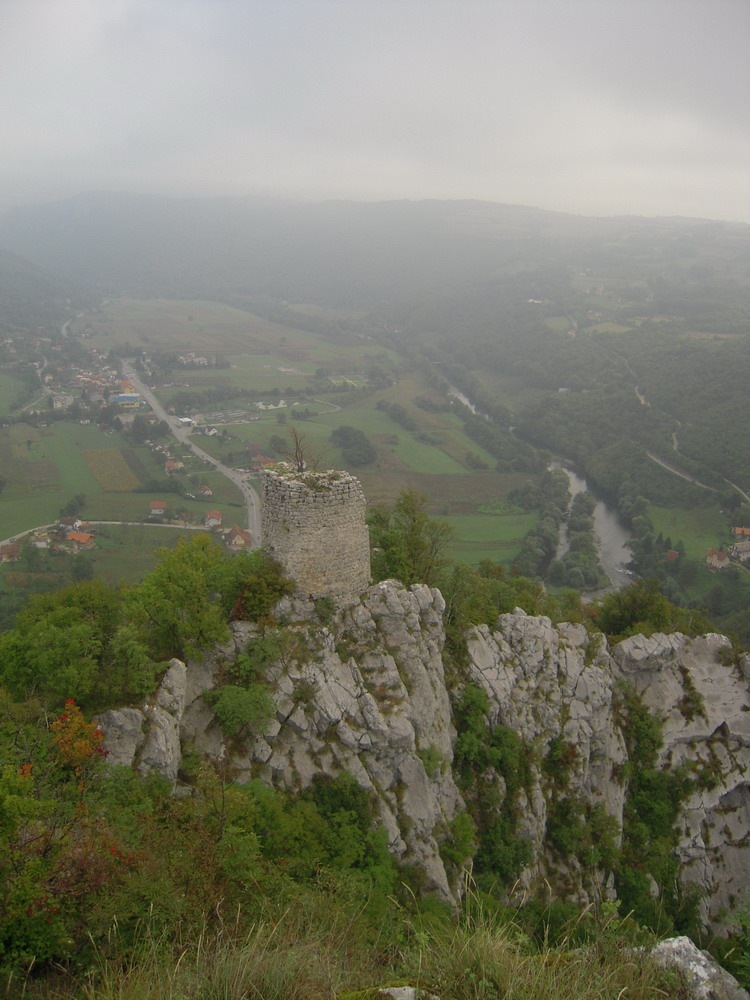
Les ruines de la forteresse de Greben
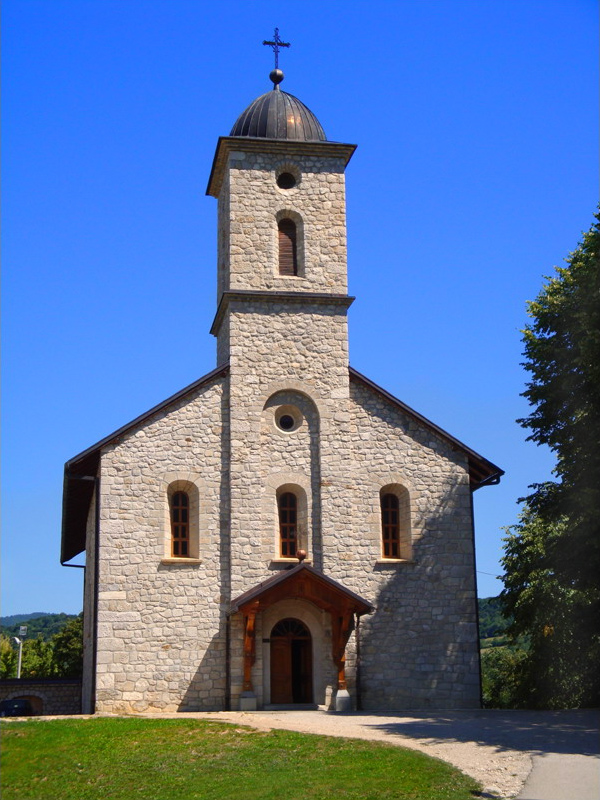
L'église Saint-Élie dans le monastère de Krupa na Vrbasu
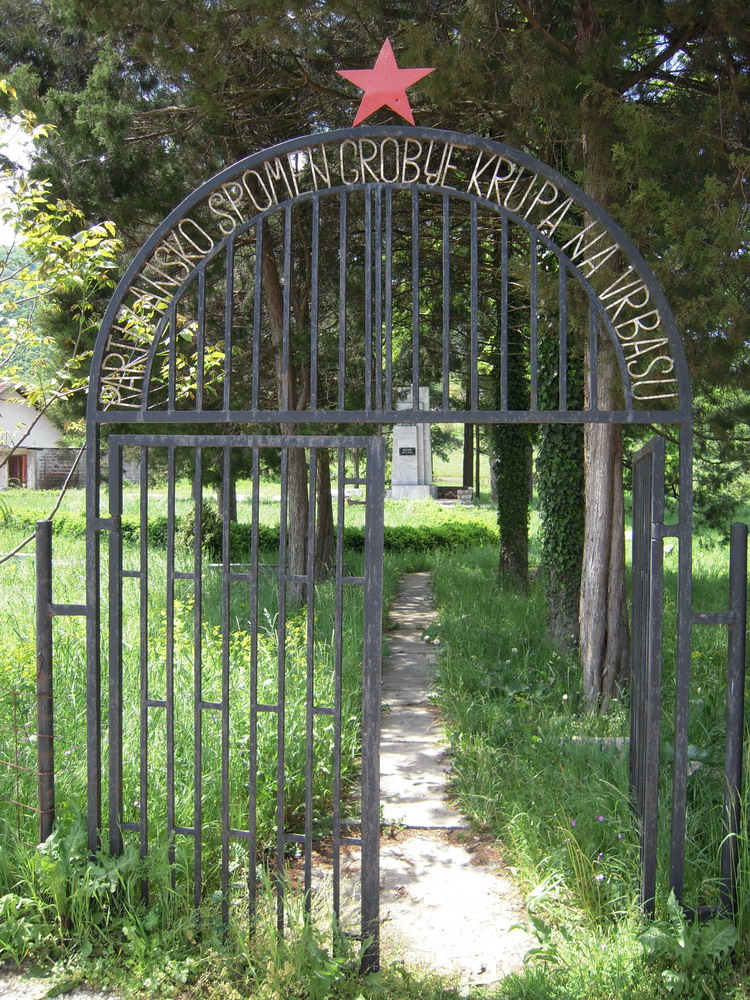
L'entrée du cimetière des Partisans

## Démographie

### Évolution historique de la population dans la localité
| 1948 | 1953 | 1961  | 1971  | 1981  | 1991  | 2013  |
| ---- | ---- | ----- | ----- | ----- | ----- | ----- |
| -    | -    | 2 952 | 2 490 | 2 133 | 1 858 | 1 257 |

|  |

## Sports
Le FK Krupa est un club de football de la Bosnie-Herzégovine basé à Krupa na Vrbasu.